# 矢吹陸軍飛行場

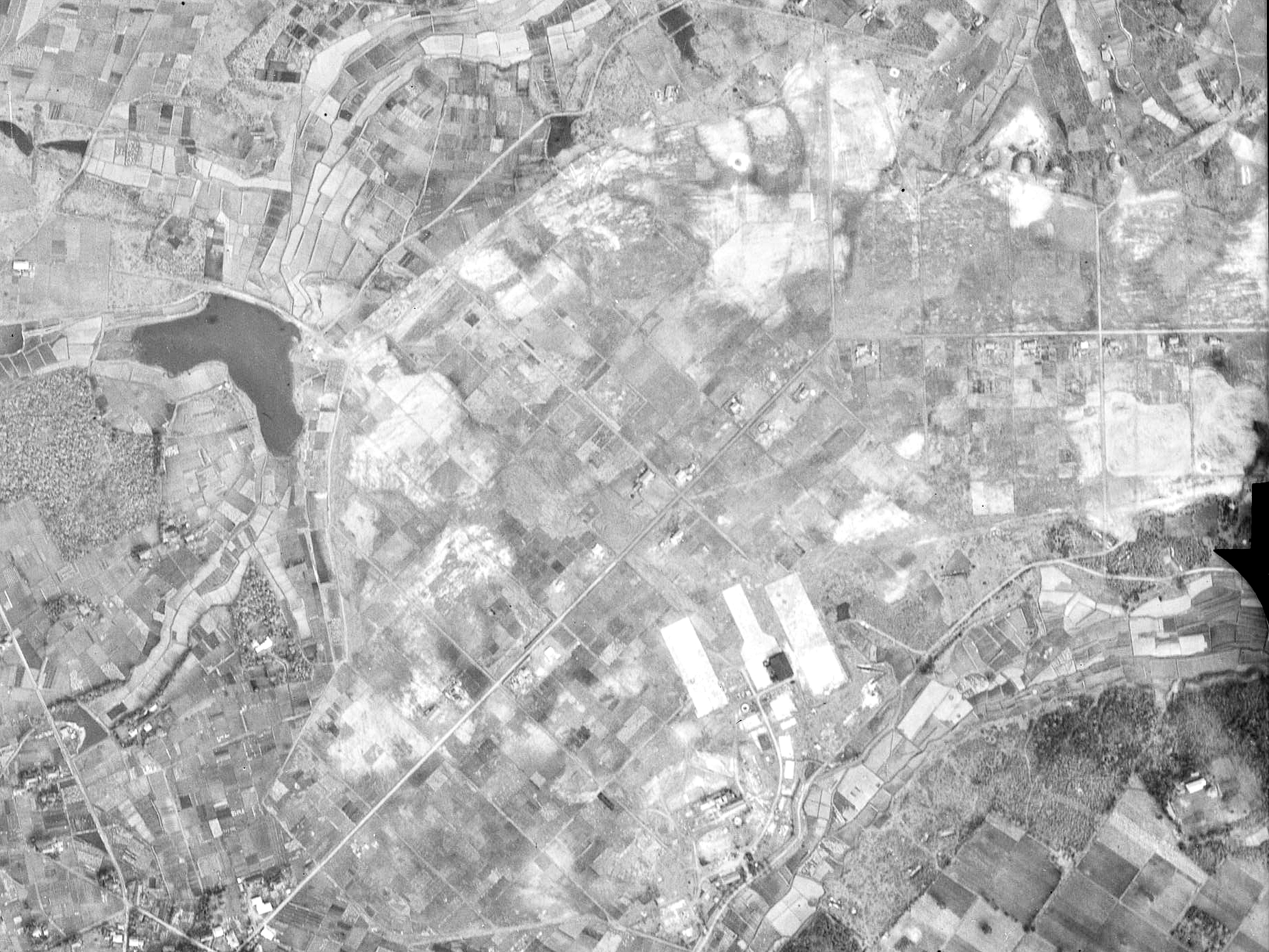
矢吹陸軍飛行場の空中写真（1947年）

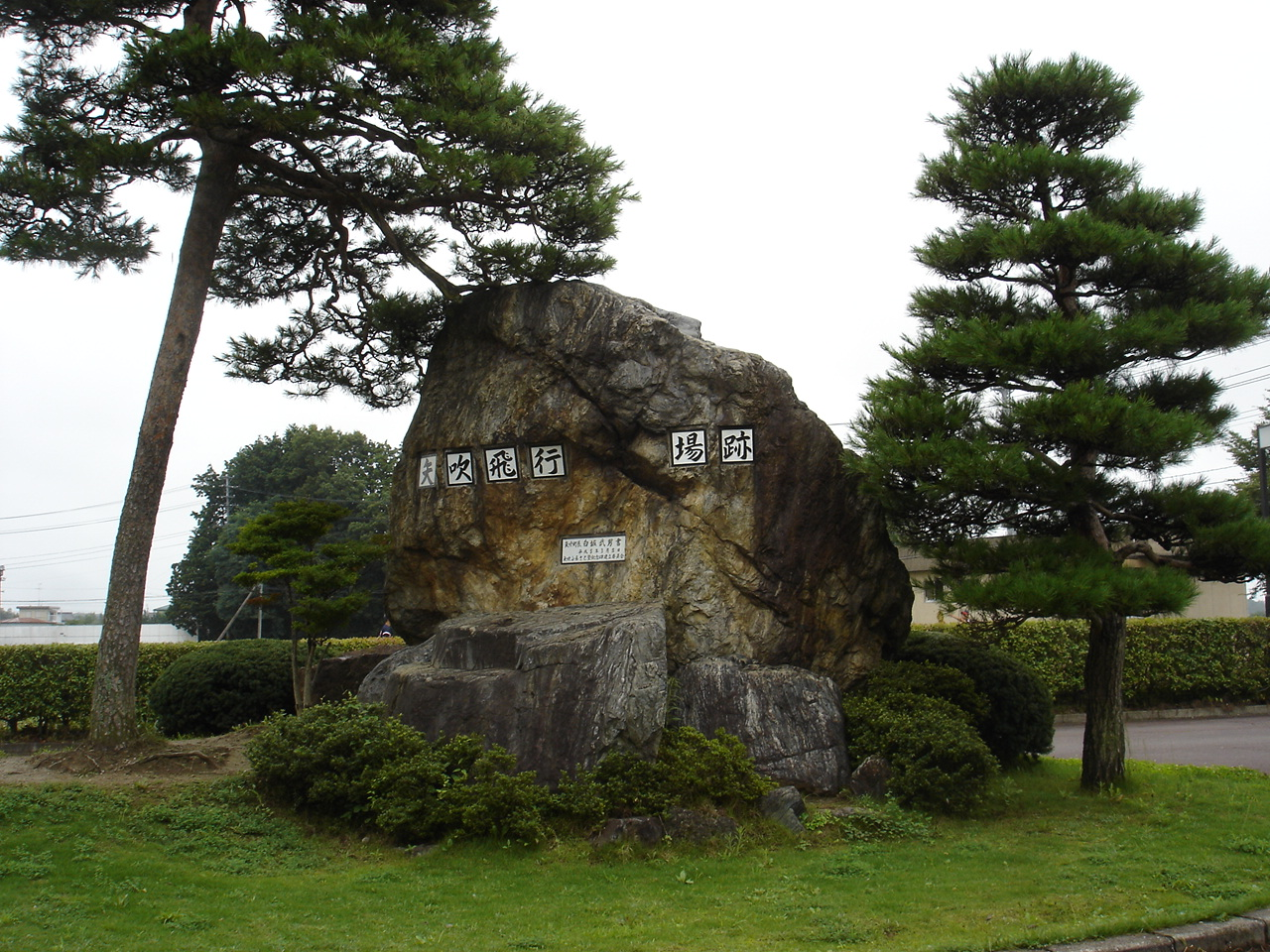
矢吹飛行場跡記念碑

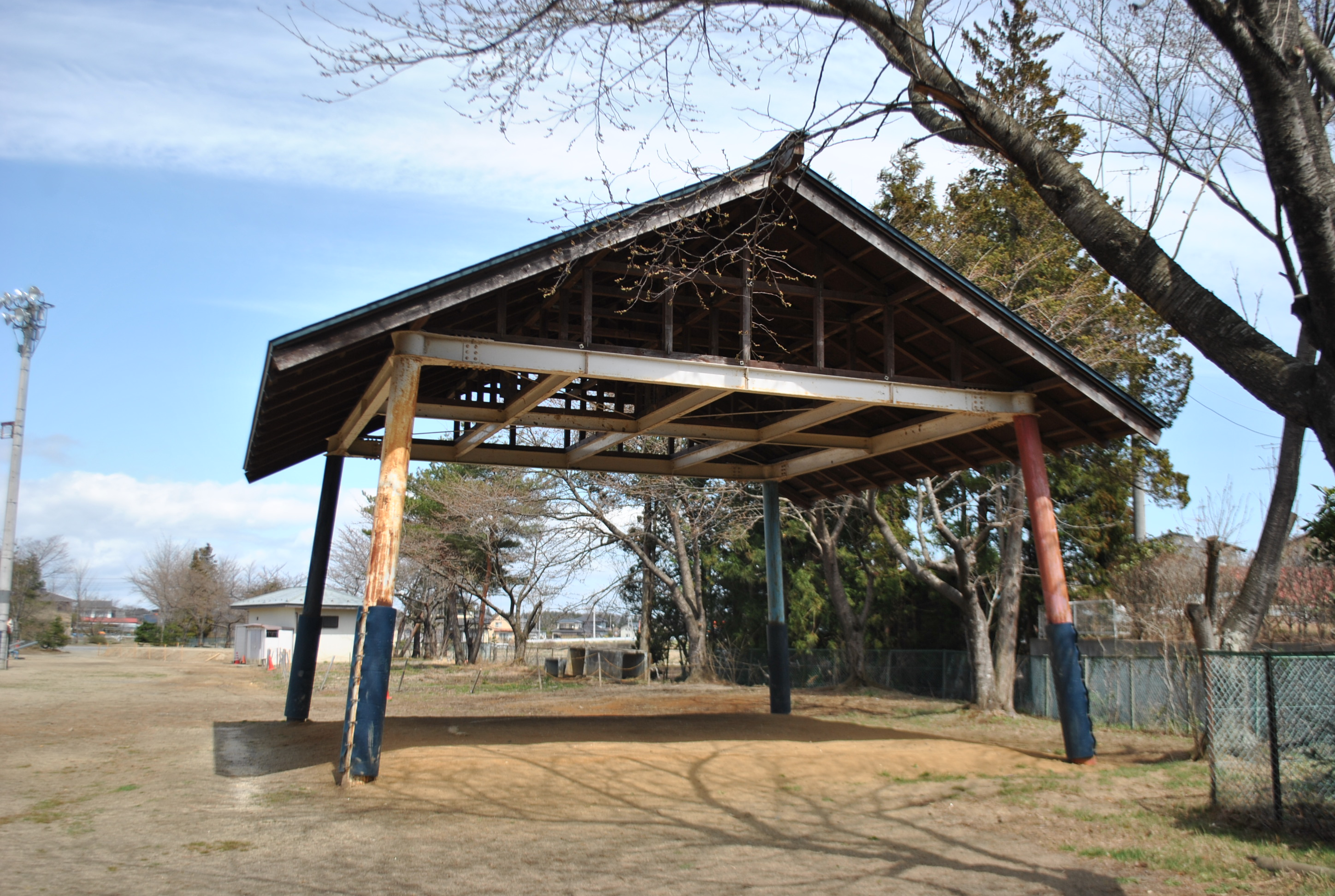
移設された相撲場

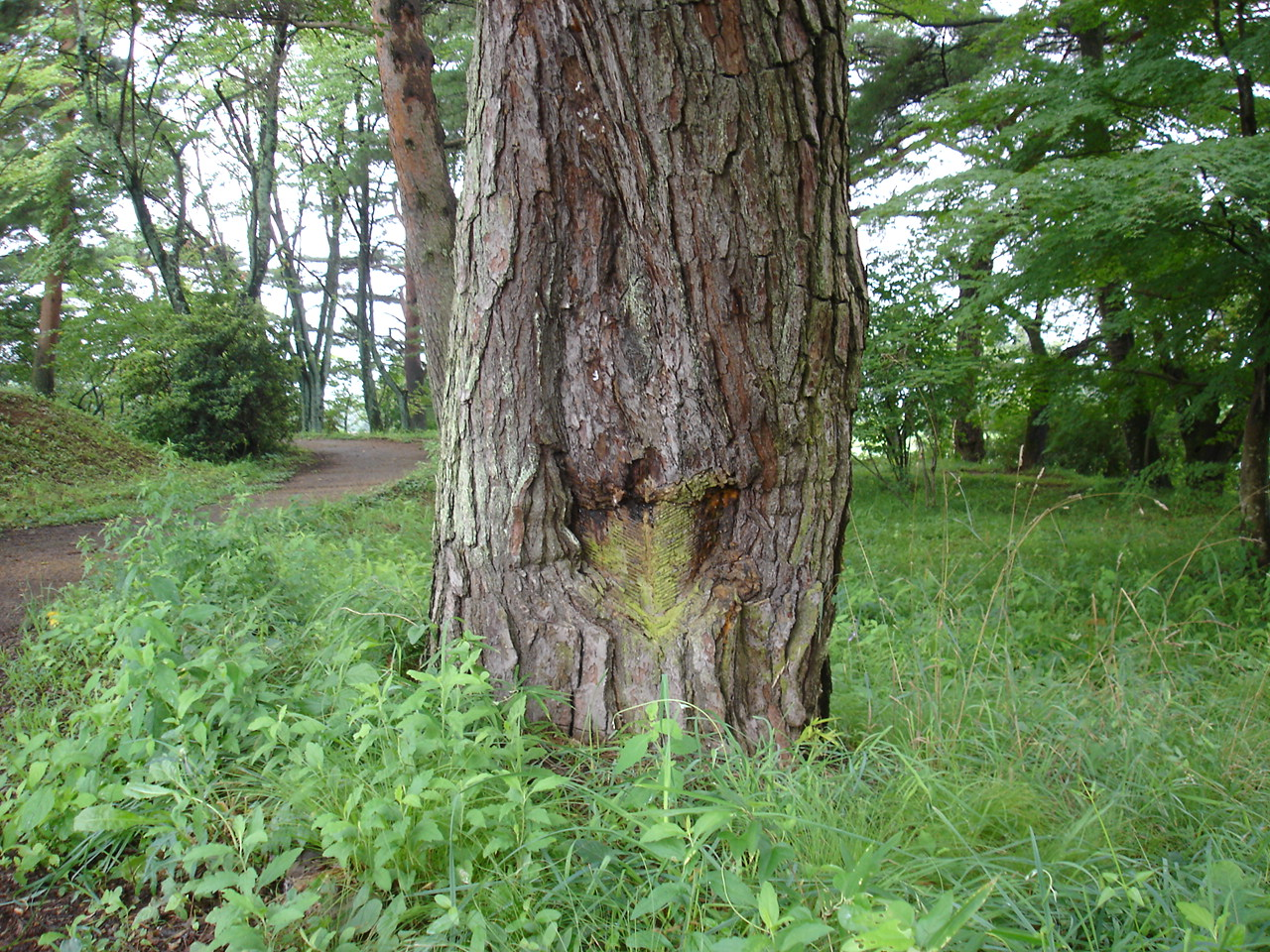
皮を剥がれた大池公園の松。

矢吹陸軍飛行場（やぶきりくぐんひこうじょう）は、福島県西白河郡矢吹町に存在した大日本帝国陸軍の軍用飛行場である。

## 概要
かつて矢吹ヶ原と呼ばれたこの地域は、疎林が点在する原野であり、雉（きじ）をはじめ、多くの野鳥が生息していた。このような地域性から、明治中期に宮内省の岩瀬御猟場が開設され、その中心地であった矢吹村（現在の矢吹町）が矢吹ヶ原と命名された。
明治大正期には、貴賓の来訪が頻繁に行われていた。
昭和初期、航空機に対する内外の関心が高まる中、矢吹ヶ原に草を刈って整地しただけの簡易的な飛行場が建設された。福島県で初の飛行場である。地元住民の勤労奉仕により滑走路が整備され、1932年から1934年にかけて、海軍機及び陸軍機が度々飛来するようになった。当飛行場は陸軍の飛行場建設候補地となり、用地や気象の調査が繰り返し行われるようになった。1937年に日中戦争（支那事変）が勃発すると、正式に陸軍の所属となり、熊谷陸軍飛行学校矢吹分教所として操縦要員の養成が開始された。太平洋戦争（大東亜戦争）の勃発で、1943年頃から専ら特攻隊員の養成が行われるようになり、隊員はじめ軍人が多数来町、訓練を終えた隊員が多数戦場へ飛び立つようになった。終戦直前に飛行場は米軍の爆撃により破壊された。全国でもまれに見る小規模自治体の空襲被災であり、戦後、この地からは多くの不発弾が発見された。このような経緯から、現在でも地元の住民はこの地域を「飛行場」と呼ぶことがある。

## 年譜

### 戦前
- 1928年9月23日 - 矢吹ヶ原に整地しただけの飛行場が開港。
- 1937年5月23日 - 正式に陸軍の飛行場となる。
- 1940年8月25日 - 熊谷陸軍飛行学校矢吹分教所設置。
- 1945年8月9日～10日 - 米軍の爆撃により破壊される。
- 1945年8月15日 - 終戦。

### 戦後
- 1948年9月 - 矢吹町立矢吹中学校が、矢吹小学校の敷地内からこの地に移転。
- 1968年4月1日 - 矢吹中学校が同町文京町に移転。これ以降、校舎は矢吹町役場の倉庫として、校庭は運動広場、相撲場、テニスコートとして使用されていた。
- 1993年4月1日 - 旧矢吹中学校の施設を撤去し、矢吹町文化センターが開館。同時に、矢吹飛行場跡記念碑が敷地内に設けられた。
- 1994年10月16日 - 敷地内にて慰霊祭が行われる。
- 1999年10月10日 - 矢吹町文化センターの建設に伴い撤去された相撲場が善郷小学校へ移転。

## その他
- 隣接する玉川村に福島空港が存在するが、当飛行場との関連はない。なお、当飛行学校の増田分校は現在の仙台空港である。
- 福島空港との関連は特にないが、矢吹町文化センター内に設置された矢吹飛行場記念碑は、同空港の開港と同時期に設けられたものであり、その旨が石碑に刻まれている。
- 隣接する泉崎村の泉崎資料館には、1945年の空襲で被弾したふすまが展示されている。
- 戦時中、当飛行場にて航空機や機械を動かす燃料を得るため、松の根や皮を蒸し焼きにして松根油を精製した。これに伴い皮を剥がれた松の木が町内・大池公園に50本以上存在する。
- 敷地内に御料場が存在したため、昭和初期まで、矢吹駅には貴賓室が設けられていた。
- 当飛行学校から飛び立った出征戦死者名が、町内竹駒稲荷神社の社側面に残されている。

## 所在地
福島県西白河郡矢吹町一本木（現：矢吹町文化センター敷地内）

## アクセス
- JR東北本線矢吹駅より約1.5km。

※敷地内には、矢吹町文化センター用の専用駐車場が400台分確保されており、車での来場も可能。